# Apache Jackrabbit
Apache Jackrabbit (Апач Джекрэббит) — хранилище содержимого с открытым исходным кодом для платформы Java.
Проект Jackrabbit был начат 28 августа 2004 года, когда компания Day Software начала разработку реализации API хранилища содержимого для Java (JCR). Jackrabbit также был использован как пример реализации JSR-170 и JSR-283. Проект вышел из «инкубатора» Apache 15 марта 2006 года и сейчас является проектом верхнего уровня в Apache Software Foundation.
JCR определяет API для разработчиков приложений (и фреймворков), которое позволяет взаимодействовать с современными хранилищами содержимого, предоставляющими такие сервисы как поиск, версионирование, транзакции и т. д.